# グレゴリー・スミス (俳優)
グレゴリー・スミス（Gregory Smith、1983年7月6日 - ）は、カナダの俳優。

## 出演作品
- ルーキーブルー　～新米警官 奮闘記～ シーズン3（ダヴ・エプスティン）
- ルーキーブルー　～新米警官 奮闘記～ シーズン2（ダヴ・エプスティン）
- ドリームハウス（アーティ）
- ホーボー・ウィズ・ショットガン（スリック）
- ルーキーブルー　～新米警官 奮闘記～ シーズン1（ダヴ・エプスティン）
- 弁護士イーライのふしぎな日常 シーズン2
- ミラ・クニス　監禁島
- あの日の指輪を待つきみへ（若き日のジャック）
- 光の六つのしるし（マックス・スタントン）
- エバーウッド　遥かなるコロラド シーズン4（エフラム・ブラウン）
- エバーウッド　遥かなるコロラド シーズン3（エフラム・ブラウン）
- サイモン・ベイカー　結婚の条件
- エバーウッド　遥かなるコロラド シーズン2（エフラム・ブラウン）
- エバーウッド　遥かなるコロラド シーズン1（エフラム・ブラウン）
- アメリカン・アウトロー（ジム・ヤンガー）
- パトリオット
- 未来少女ゼノン
- スモール・ソルジャーズ
- ドクター・ジャガバンドー
- ハリエットのスパイ大作戦
- キャプテン・ズーム
- アンドレ／海から来た天使